# بيدرو ألفاريز كابرال
كان بيدرو ألفاريز كابرال، (بالبرتغالية: Pedro Álvares Cabral‏) الذي وُلد باسم بيدرو ألفاريز دي غوفيا في عام 1467 أو 1468 - عام 1520، أحد نبلاء البرتغال وقائدًا عسكريًا وملاحًا ومستكشفًا، ويعد المكتشف الأوروبي للبرازيل. كان أول بشري في التاريخ يزور أربع قارات من قارات العالم في رحلته الشهيرة في عام 1500 التي أجرى فيها أيضًا أول استكشاف كبير للساحل الشمالي الشرقي لأمريكا الجنوبية وزعم أن ملكيته أصبحت تعود للبرتغال. لا تزال ملامح وتفاصيل حياة كابرال المبكرة يسودها الغموض، لكن من المعروف أن أصله يعود إلى عائلة نبيلة صغيرة، وقد حصل على تعليم جيد. عُين ليقود رحلة استكشافية إلى الهند عام 1500 عقب افتتاح طريق فاسكو دا غاما الجديد حول إفريقيا. هدفت عملية الاستكشاف إلى العودة محملين بالتوابل الثمينة وإرساء علاقات تجارية لهم في الهند لتجاوز مشكلة احتكار تجارة التوابل من قبل التجار العرب والأتراك والإيطاليين آنذاك. سجلت بعثة فاسكو دا غاما الاستكشافية إلى الهند، على طريقها البحري، علامات تدل على وجود أرض غرب المحيط الأطلسي الجنوبي (في عام 1497)، لكن يعد كابرال أول من قاد أول رحلة اسكشافية معروفة للعالم تمكنت من زيارة أربع قارات: أوروبا وإفريقيا وأمريكا وآسيا.
أبحر أسطوله البحري المكون من ثلاث عشرة سفينة في أعماق المحيط الأطلسي الغربي، تعمد ذلك على الأرجح، ورسى على يابسة ظن في البداية أنها جزيرة كبيرة. زعم كاربال أن تلك الأرض الجديدة تابعة لمملكة البرتغال بسبب وقوعها في نطاق أراضي البرتغال وفق معاهدة توردسيلاس لعام 1494. استكشف ساحل تلك الأرض، وأدى ذلك إلى إدراكه أن كتلة الأرض الكبيرة تلك كانت قارة على الأرجح، وأرسل سفينة لإخطار الملك مانويل الأول ملك البرتغال بالأرض الجديدة. كانت تلك القارة هي أمريكا الجنوبية، وعُرفت الأرض التي زعم أنها تابعة للبرتغال لاحقًا باسم البرازيل. أعاد الأسطول ملء تموينه ثم اتجه شرقًا لاستئناف الرحلة إلى الهند.
تسببت عاصفة في المحيط الأطلسي الجنوبي في ضياع العديد من السفن، والتقت السفن الست المتبقية في النهاية في قناة موزمبيق قبل التوجه إلى قاليقوط في الهند. نجح كاربال في البداية في التفاوض على حقوق التجارة، لكن اعتبر التجار العرب مشروع البرتغال تهديدًا لاحتكارهم لتجارة التوابل وحرضوا المسلمين والهندوس على شن هجوم على ميناء إعادة التصدير البرتغالي. تكبد البرتغاليون العديد من الخسائر ودُمرت منشآتهم. انتقم كابرال بنهب وحرق الأسطول العربي ثم قصف المدينة انتقامًا لعجز حاكمها عن تفسير الهجوم غير المتوقع. أبحرت بعثة الاستكشاف من قاليقوط إلى مملكة كوتشي، وهي دولة مدينة هندية أخرى، وصادق كابرال حاكمها وحمل سفنه بالتوابل المطلوبة في بلاده قبل العودة إلى أوروبا. عُدت رحلة كاربال ناجحة عند عودته إلى البرتغال على الرغم من الخسائر في الأرواح والسفن. عززت الأرباح الفائقة الناتجة عن بيع التوابل الأحوال المالية للتاج البرتغالي وساعدت في إرساء أساس الإمبراطورية البرتغالية التي امتدت من الأمريكتين إلى الشرق الأقصى.
لم يعد كابرال محط الاهتمام لاحقًا على الأرجح بسبب خلافات مع مانويل الأول حاكم البرتغال، وجرى إعداد أسطول جديد لترسيخ وجود أكثر قوة في الهند. تقاعد كاربال وعاش حياة خاصة بعد أن انقطعت مصالحه المشتركة مع الملك، ولم تبق ليومنا هذا سوى سجلات قليلة توثق حياته بعد التقاعد. ظلت إنجازاته في طي النسيان لأكثر من ثلاثمائة عام. بدأ بيدرو الثاني إمبراطور البرازيل في تحسين سمعة كابرال بعد استقلال البرازيل عن البرتغال في القرن التاسع عشر. لطالما تجادل المؤرخون حول ما إذا كان كابرال مكتشف البرازيل حقًا وحول ما إذا كان الاكتشاف مصادفةً أم عن عمد. جرى التوصل إلى إجابة السؤال الأول من خلال ملاحظة أن المصادفات القليلة العابرة للمستكشفين قبله لم يلاحظها أحد في ذلك الوقت ولم تساهم بأي شيء في التنمية المستقبلية وتاريخ الأرض التي عُرفت لاحقًا باسم البرازيل، والتي تعد أيضًا الأمة الوحيدة الناطقة بالبرتغالية في الأمريكتين. لم يتم التوصل إلى إجابة مُتفق عليها بشأن السؤال الثاني، وتفتقر فرضية أن الاكتشاف كان متعمدًا إلى وجود دليل قوي يدعمها. طغت شهرة المسكتشفين المعاصرين على شهرة كابرال، لكن يعتبره المؤرخون شخصية بارزة في عصر الاستكشاف.

## الرحلة البحرية إلى الهند

### مأساة جنوب إفريقيا
استنأنف الأسطول رحلته في الثاني أو الثالث من مايو 1500، وأبحر على طول الساحل الشرقي لأمريكا الجنوبية. غدى كابرال مقتنعًا بأنه عثر على قارة كاملة وليس جزيرة فقط. انحرف الأسطول شرقًا نحو إفريقيا في الخامس من مايو تقريبًا. واجه الأسطول في الثالث والعشرين أو الرابع والعشرين من مايو عاصفة في منطقة الضغط العالي في جنوب المحيط الأطلسي ما أدى إلى فقدانهم لأربعة سفن. لا يزال موقع الكارثة بالتحديد غير معروف لكن تذهب التكهنات أنها وقعت بالقرب من طريق رأس الرجاء الصالح في الطرف الجنوبي من القارة الأفريقية أو «في مرمى ساحل أمريكا الجنوبية». غرقت ثلاث سفن ناوس ومركب شراعي بقيادة بارتولوميو دياس- أول أوروبي يصل إلى رأس الرجاء الصالح في عام 1488- وفُقد 380 رجلًا.
تفرقت السفن الباقية بسبب الأحوال الجوية القاسية والأحبال التالفة. واصلت إحدى السفن التي انفصلت، بقيادة ديوغو دياس، مسيرتها بمفردها، وتمكنت السفن الست الأخرى من إعادة تجميع صفوفها. تجمعت السفن في تشكيلتين تكونت كل منهما من ثلاث سفن، وأبحرت المجموعة التي تضم سفينة كاربال نحو الشرق وتخطت طريق رأس الرجاء الصالح. اتجهوا شمالًا بعد تحديد موقعهم ورؤية الأرض وهبطوا في مكان ما في أرخبيل بريميرا وسغونداس، قبالة شرق إفريقيا وشمال سفالة. ظل الأسطول الرئيسي بالقرب من سفالة لعشرة أيام يخضع للإصلاحات. اتجهت البعثة بعد ذلك شمالًا ووصلت إلى جزيرة كلوة في 26 مايو، وحاول كاربال هناك التفاوض مع الملك من أجل إبرام معاهدة لكن باءت محاولاته بالفشل.
غادر الأسطول جزيرة كلوة متجهًا إلى ماليندي، ووصل إليها في الثاني من أغسطس. اجتمع كاربال مع ملكها، الذي حظي معه بعلاقات ودية وتبادلا الهدايا. جُند الطيارون في ماليندي للمرحلة الأخيرة إلى الهند ثم أبحر الأسطول. وصل إلى البر في أنجاديب، وهي جزيرة ترتادها السفن للحصول على الإمدادات في طريقها إلى قاليقوط. رست السفن بها وأُعيد طلاؤها ووضعت الترتيبات النهائية لمواجهة حاكم قاليقوط.

## وصلات خارجية
- الموسوعة العربية العالمية